# La Discrète
La Discrète je francouzský hraný film z roku 1990, který režíroval Christian Vincent. Snímek měl premiéru 21. listopadu 1990.

## Děj
Spisovatele Antoina opustí nenadále jeho přítelkyně Solange. Antoine je překvapen a zraněn, protože to obvykle on ukončuje vztahy. Jeho přítel Jean, který pracuje jako nakladatel, mu navrhne, aby se ženám pomstil. Měl by si vybrat jakoukoli ženu, svést ji a pak ji opustit. Své kroky by si měl zapisovat do deníku. Antoine souhlasí a podá inzerát hledající mladou písařku. Přihlásí se Catherine, která vyučuje na jazykovém institutu. Antoine začne pochybuje o svém plánu, protože Catherine ho nepřitahuje. Jean si ale myslí opak.
Situace se vyhrotí, když se objeví Solange a řekne Antoinovi, že je opět svobodná, ale stěhuje se z Paříže. Catherine s Antoinem navážou vztah a Antoine řekne Jeanovi, že v plánu nebude pokračovat.
Jean je naštvaný a předá Catherine Antoinův deník, který u něj zapomněl. Catherine čte rukopis za jízdy. Následující dny strávila zklamaná a plakala. Po chvíli píše Antoinovi dopis, ve kterém mu říká, že ho opouští. Neříká, že četla rukopis. O několik týdnů později Antoine znovu sedí v kavárně a píše si deník.

## Obsazení
| Fabrice Luchini     | Antoine          |
| Judith Henry        | Catherine Legeay |
| Maurice Garrel      | Jean Costals     |
| François Toumarkine | Manu             |
| Marie Bunel         | Solange          |
| Nicole Félix        | Monique          |
| Serge Riaboukine    | číšník           |
| Yvette Petit        | pekařka          |
| Pierre Gérald       | akademik         |
| Sophie Broustal     | dívka v růžovém  |
| Olivier Achard      | bibliofil        |

## Ocenění
- Filmový festival v Benátkách: cena FIPRESCI (Christian Vincent)
- Cena Meliès za nejlepší francouzský film
- César: nejlepší filmový debut (Christian Vincent), nejlepší scénář nebo adaptace (Jean-Pierre Ronssin a Christian Vincent) a nejslibnější herečka (Judith Henry); nominace v kategoriích nejlepší herec (Fabrice Luchini) a nejlepší herec ve vedlejší roli (Maurice Garrel).